# Come inguaiammo l'esercito
Come inguaiammo l'esercito è un film del 1965 diretto da Lucio Fulci.

## Trama
Nick Moroni (Remo Germani), giovane cantante richiamato alle armi, viene a sapere che la moglie Catherine (Alicia Brandet) dalla quale vive separato è sul punto di partire per l'America portando con sé il figlioletto nato dalla loro unione, così rapisce il pupo e lo conduce in caserma, incaricando il soldato Piscitello (Franco) di tenerlo ben nascosto. Il terribile sergente Camilloni (Ciccio), scoperto il bambino viene indotto a credere che glielo abbia lasciato una donna con la quale in passato ha avuto una relazione e, convinto di essere il padre della creatura, prega a sua volta Piscitello di tenerlo nascosto agli occhi di tutti. Piscitello approfitta naturalmente della situazione per ricattare il sergente, pretendendo agevolazioni a non finire e sottoponendolo a vessazioni di ogni sorta...